# 自衛隊員の削減
自衛隊員の削減（じえいたいいんのさくげん）は、防衛省・自衛隊における総人件費削減事業であり、平成17年度以降に係る防衛計画の大綱について（平成16年12月10日安全保障会議決定・閣議決定）に基づくもの。
以下、「防衛力の人的側面についての抜本的改革に関する検討会」で現在までに実施、検討されている事項を列挙する。

## 概要
- 即応予備自衛官の定数削減：常備自衛官を3,000人増員する代わりに即応予備自衛官を従来の15,000人体制から半減。
- 生徒制度の見直し

1. 陸上自衛隊生徒は平成22年度入隊分から前期課程における身分を陸上自衛官から防衛大学校の学生並びとする（高等工科学校生徒）。
2. 海上自衛隊生徒及び航空自衛隊生徒は平成18年度の募集をもって募集を終了。

- 非任期制自衛官の採用拡大：平成19年度から募集を開始した一般曹候補生の採用数（平成19年度：約5,500人）を段階的に増大する（最終的には10,000人程度）一方で任期制隊員の採用を抑制（＝任期満了に伴う退職者に対する退職金支給人員を少なくできる）することで人件費の削減を図る。任期制隊員は平成22年度の採用から当初の身分を自衛官候補生とし、定数外自衛隊員として教育を実施[注釈 1]。
- 早期優遇退職の導入：1佐（二）以上の官職を占めたものを対象に実施（従前は4月・8月・12月の1日付けで行われていた退職勧奨に代わる制度）。
- 民間への転出斡旋：40歳前後で操縦する機会が減った操縦士を民間航空会社へパイロットとして斡旋する『自衛隊操縦士の民間における活用（割愛）』制度が復活した[1]。
- 後方業務のアウトソーシング化：外部に委託しても差し支えのない業務（清掃や糧食勤務・広報・募集など）を民間に委託[注釈 2][注釈 3]。
- 任期付自衛官・元自衛官再任用制度：長期育児休業などの理由による欠員を補うため、自衛官として1年以上の勤務期間を有する者を退職時の階級・俸給若しくはそれに準じた階級で採用する制度。
- 隊員の再任用：高度な技能等を要する職域を対象に、定年退職した幹部自衛官や曹長等を1年以内を限度として任用する制度。
- 新入隊員の入隊年齢引き上げ：2018年（平成30年）10月1日施行。一般曹候補生・自衛官候補生の採用年齢を26歳未満から33歳未満に引き上げ
- 現職自衛官の定年延長：2020年1月以降、1佐～3曹の階級にある自衛官の定年年齢を1年引き上げ（音楽・警務などの60歳定年職域を除く）[2]。

## 特記事項
東日本大震災において災害派遣として自衛官が多数派遣される結果になったが、この隊員削減に関連して問題点が浮き彫りになっている。災統合任務部隊指揮官君塚栄治は、災害地域の駐屯地においては各部隊を統率する司令部を置く関係から食事の準備が通常の2倍強に膨れあがったが、駐屯地業務隊の人員削減が行われてきたために給食能力に支障が生じたと述べている。この教訓を踏まえ、近年では管理業務を行う業務隊要員の人員増・新編が行われている。

## なり手不足
2020年代中頃から自衛官のなり手不足が深刻化しており、防衛省では給与の増額など様々な対策を実施している。